# Windows Media Center
Windows Media Center är ett gränssnitt som gör Windows enklare att använda som ett nav för media som bilder, television, film och musik. Gränssnittet är uppbyggt så det enkelt kan kontrolleras med en fjärrkontroll liknande sådan till separata mediaspelare (exempelvis DVD-spelare).

## Windows-versioner med Windows Media Center inkluderad

### Windows XP Media Center Edition
Windows XP Media Center Edition har släppts i tre utgåvor. 
- Windows XP Media Center Edition (ursprunglig version) (arbetsnamn: Freestyle) (släpptes på engelska 2002[1])
- Windows XP Media Center Edition 2004 (arbetsnamn: Harmony) (släpptes på engelska 2003[2])
- Windows XP Media Center Edition 2005 (arbetsnamn: Symphony) (släpptes på engelska i november 2004 och på svenska i oktober, 2005[3])

### Windows Vista
Windows Vista har ingen separat produkt för Media Center-gränssnittet utan det ingår i Home Premium och Ultimate.

### Windows 7
Återigen har Windows Media Center uppdaterats till en ny version. Media Center-gränssnittet ingår i Home Premium, Professional, Enterprise och Ultimate.

### Windows 8
I Windows 8 kan man bara köra Windows Media Center i versionen Pro med Media Center. Användare med Pro utan Media Center kan köpa en uppdateringslicens.

## Portable Media Center och Pocket PC
Portable Media Center är en enhet som använder en specialversion av Windows Mobile. Den säljs inte längre. Microsofts Pocket PC-telefoner samt HTC-mobiler kan köra en miniversion av Media Center som finns att ladda ner här: